# Лишаји
Лишај, множ. лишаји или лишајеви (лат. Lichenes), је сложен организам изграђени од два члана, алге и гљиве, здружених у мутуалистичку симбиотску заједницу. Главни део, од кога зависи облик и изглед лишаја и који количински преовлађује, јесте гљива. Хифе гљива су тако густо испреплетане да граде лажно ткиво, плектенхим.
Чланови ове симбиозе се међусобно допуњују тако што:
- алга (фитобионт) обавља фотосинтезу; припада модрозеленим и/или зеленим алгама;
- гљива (микобионт) из групе аскомицета (Ascomycetes) или базидиомицета (Basidiomycetes) или деутеромицета (Deuteriomycetes) својим хифама упија из подлоге воду са минералним солима.

Симбиозом алги и гљива настаје организам са особинама које иначе немају ни једна ни друга врста удружених организама и које су толико необичне да се врло често лишаји називају хаосом природе.

## Талус
Вегетативно тело лишаја назива се талус. У зависности од врсте он може бити различито обојен: мрко, зелено, наранџасто, жуто па до скоро потпуно црно. Боја зависи од присуства специфичних пигмената, соли (нарочито соли гвожђа), многобројних киселина којих у лишајима има око 230.
Према изгледу разликују се три врсте талуса:
1. кораст, који је целом својом површином чврсто приљубљен за подлогу на којој расте; око 80% лишаја има кораст талус; имају најпростију грађу;
2. листаст је лабаво причвршћен за подлогу и то само делом преко појединачних или хифа груписаних у снопиће; има облик режњевите лисне плоче на којој се разликују две стране: горња и доња; морфолошки је сложенији од корастог талуса;
3. жбунаст, изграђен је од делова који личе на жбунић и у односу на подлогу је усправан или висећи; за подлогу је лабаво причвршћен; морфолошки је најсложенији тип талуса.

Према микроскопској грађи разлику се два типа талуса:
1. хомеомерни, у коме су ћелије алги распоређене равномерно, разбацане без неког нарочитог реда; он је филогенетски старији и примитивнији; обично су слузне конзистенције и лако бубре у води увећавајући запремину по чему се лако могу препознати
2. хетеромерни, код кога алге граде један тзв. гонидијални слој; овакву грађу има већина листастих и жбунастих лишаја;
3. прелазни облик код кога је немогуће одредити да ли је хомеомерне или хетеромерне грађе.

## Упијање, спровођење и складиштење воде
Воду из спољашње средине узимају на два начина:
- упијају је из подлоге целом површином тела;
- примају је у облику водене паре из атмосфере.

Спровођење воде кроз талус врши се капиларно, просторима између хифа или бубрењем њихових зидова у којима се вода истовремено и складишти. Пошто се вода не складишти у вакуолама већ у зидовима хифа, она се лако и губи. Када лишај изгуби пуно воде он прелази у стање анабиозе, односно, привидне обамрлости. Талус је тада сув, крт и лако ломљив, али довољна је слаба киша да се животне функције нормализују.

## Раст и дужина живота
Лишаји јако споро расту, тачније, у поређењу са било којом биљком они расту најспорије. Разлог томе је јако слаб интензитет фотосинтезе. Фотосинтеза је у вези са количином воде у талусу што је код њих у директној зависности од услова спољашње средине. Они врло брзо из стања засићености водом прелазе у суво стање и обрнуто, што за последицу има смењивања периода у којима се фотосинтеза врши и оних у којима је она стопирана или јако слаба. Лишаји живе јако дуго па се тако за неке арктичке врсте сматра да су старе и преко хиљаду година.

## Размножавање
Размножавају се искључиво бесполним начинима:
1. регенерацијом, када се од одломљеног дела тела (лако је ломљиво када су у стању анабиозе) који доспе на одговарајућу подлогу створи нов организам;
2. соредијама, које су у облику микроскопски сићушних лоптица изграђених од неколико ћелија алги густо обавијених хифама; када се образују у великој маси, кора лишаја пуца и изумире, а соредије покривају читаву површину тела и разносе се помоћу кише или ветра; веома су специфичне за врсту и разноврсне тако да се према њима врши детерминација врста лишаја; често се дешава да се лишај приликом изумирања претвара у масу соредија;
3. изидијама које су у облику израштаја покривених кором и тамније обојених од остатка талуса, а изграђених од хифа и алги; то што имају кору јасно их разликује од соредија; откидају се од талуса и разносе ветром и кишом.

## Станиште и начин живота
Лишаји живе на:
- стенама;
- земљишту;
- кори дрвећа, а у тропским пределима и на листовима.

Осим ових уобичајених подлога могу се у ређим случајевима наћи и на порцелану, прозорском стаклу старих кућа, хартији, платну, вуненим тканинама, гвожђу старих пушака, смоли, дрвеном угљу, костима и др. За све ове врсте подлога потребно је да дуго времена остану непромењене да би се на њима развили лишаји.
На стенама расте највећи број лишајских врста које се могу поделити на:
- калцифилне који расту на кречњачким стенама;
- калцифобне, растру на подлогама без калцијума;
- лишаји силикатних стена
- индиферентни насељавају како кречњачке тако и силикатне стене.

На плодном земљишту живи јако мали број лишаја јер су ту богато заступљене више биљке које спречавају развитак лишајева, али зато земљиште сиромашно хранљивим материјама представља погодну подлогу за њихово развиће. Веома су добро заступљени на земљишту тундри којима дају специфичан изглед. На ораницама и плодним ливадама лишаја уопште нема. 
На кори дрвета и листовима (у тропским пределима) живе епифитни лишаји, свих облика талуса. Када су погодни услови за њихов развој могу да обрасту велики део дрвета (видети фотографију у галерији). Која ће страна дрвета бити обрасла зависи од еколошких фактора - осветљења, правца дувања ветра, влажности и др.

## Распрострањеност
Распрострањеност лишаја се може посматрати са два гледишта, где су најразноврснији и где их има највише. Разноврсност је највећа у умереним областима, а у хладним областима су бројни толико да заузимају читава пространства и представљају њихову особеност. Осим тога, на крајњем северу, осим животиња, представљају главне вишећелијске организме. На високим планинама, где више биљке не могу да се одрже, представљају главне покриваче тла.

## Значај и употреба
- одлични су индикатори загађености ваздуха из индустрије јер немају способност излучивања апсорбованих материја већ их нагомилавају у телу; када количина штетних материја постане токсична, они одумиру; тако присуство лишаја у неком пределу говори о чистоћи његовог ваздуха; међу малобројним врстама које могу живети у близини људских насеља издваја се Xantoria parietina са листастим талусом;
- пионирске су врсте у насељавању голих стена и земљишта, које мењају, обогаћују их хумусом чиме стварају подлогу за насељавање биљака;
- развијају се на земљиштима сиромашним минералним материјама (тундре на северу) на којима биљке не могу да расту па тако представљају храну животињама тих предела;
- на Исланду се неке врсте, као нпр. Cetraria islandica или Lecanora esculenta (мана), богате скробом користе за прављење хлеба и других јела, односно, за исхрану људи;
- из више врста лишаја изоловани су антибиотици па се могу користити и у хуманој медицини;
- у цвећарству се за прављење венаца користи врста Cladonia alpestris која живи у северној Европи;
- неке врсте каква је Evernia prunastri садрже ароматичне материје па су се раније користиле за прављење парфема;
- и , медитеранске врсте лишаја, користиле су се раније за добијање лакмус и орсеј боја;

## Класификација
Раздео лишаји (phylum Lichenes) припада према једној класификацији царству микобиота (regnum Mycobiota), а према другој царству гљива (Fungi).
Дели се на:
1. класа асколихене
- поткласа Pyrenocarpae:
  - редови:
- поткласа Gymnocarpeae
  - редови:

2. класа базидиолихене
- - ред

3. класа деутеролихене

## Галерија
Лишаји са Златибора и Златара:
-Physcia - стабло старог дрвета обрасло лишајем

Лишаји из Биоградске горе и са Комова
- лишаји и маховина

Лишаји са Старе планине
- лишаји и маховина‎